# Lorenzo Branchetti
Lorenzo Branchetti (n. en Prato el 14 de enero de 1981) es un actor y presentador televisivo italiano, actualmente es la figura de la tv de los jóvenes de la Rai, alcanza la popularidad a partir del 2004 como protagonista de la Melevisione, un programa para niños de Rai 3, en el que interpreta el personaje del duende Milo Cotogno. Desde 2010 conduce un mini-programa en el sábado de la Prova del Cuoco sobre Rai 1.

## Carrera
Lorenzo se ha formado al Teatro Politeama de Prato estudiando actuación, canto y danza, sobre todo por el género musical, bajo la dirección de Simona Marchini, y ha seguido cursos de perfeccionamiento teatral con Franco Mescolini. Por el cine ha tomado parte en película como "Senso 45" de Tinto Brass, con Anna Galiena y Gabriel Garko y "il vestito da sposa" de Fiorella Infascelli, con Maya Sansa. También ha trabajado en el cortometraje "La Terza Età", por la dirección de Alfredo Angeli, con Leo Gullotta.
Por la TV ha tomado parte en el fiction Valeria médico legale 2 con Claudia Koll y Giulio Base (dirección de Elvio Porta) y ha revestido el papel de presendor/mandado en la transmisión "Giga Tv" al lado de Georgia Luzi por RaiSat Ragazzi.
Además ha revestido el papel de protagonista por muchos spots publicitarios nacionales e internacionales.
Numerosos son sus trabajos teatrales, entre los que "I tre omini nel Bosco" por la dirección de Franco Mescolini, "Musical que pasión" y "Politeama's Song", ambos dirigidos por Franco Miseria y la comedia brillantes" 9 meses y un día" en los papeles de un futurò papá. El 16 de julio de 2006 fue premiado a la octava edición del festival de Villa Basílica como mejor presentador del tv de los chicos.
Desde el 2004 conduce el histórico programa Rai "Melevisione", de octubre de 2010 visible sobre el canal del digital terrestre "Rai YoYo", y en la estación televisiva 2010/2011 también es llamado a conducir una agenda dentro del episodio del sábado les dedicado a los niños del programa lo prueba del cocinero en ola sobre Rai 1 al lado de Antonella Clerici.

## Teatro
- 2001 L'acqua cheta dirección A. Vadalà
- 2001 Un sogno  , Musical dirección Donatella Pandimiglio
- 2002 Politeama's Song, Musical dirección Franco Miseria
- 2002 I vichinghi dirección Franco Mescolini
- 2002-03 I tre omini del bosco dirección Franco Mescolini
- 2003 Musical che passione, Musical dirección Franco Miseria, Showna Farrell
- 2004/11 Milo e il tesoro del libro dirección R. Diana
- 2004/08 Pinocchio - favola musicale con realizzazione CD - ruolo: Narratore
- 2004/05 Melevisione a città laggiù dirección Riccardo Diana - tournèe, 70 repliche
- 2005/07 Avventura misteriosa al Fantabosco dirección Guido Ruffa - tourneè, 80 repliche
- 2006 Check-up, voglia di sanità dirección Franco Mescolini
- 2007 La famiglia sta bene, grazie!' dirección Franco Mescolini
- 2009/10 "Il mistero delle fiabe rubate" dirección Paolo Severini - 50 repliche
- 2010/11 "9 mesi e un giorno" dirección Olivia Manescalchi, Giancarlo Judica Cordiglia

### Cine
- 2002 Senso 45 dirección Tinto Brass con Anna Galiena y Gabriel Garko Papel: soldato
- 2003 Cortometraje "La terza età" dirección A. Angeli con Leo Gullotta
- 2004 Il vestito da sposa dirección di Fiorella Infascelli con Maya Sansa - Papel: Rosso
- 2009 Tutti intorno a Linda dirección Barbara y Monica Sgambellone - Papel: Infermiere

### Televisión
- 2001 Tim, l'isola format (StreamTv)
- 2002 Valeria médico legale 2 regia Elvio Porta, con Claudia Koll y Giulio Base (Canale5)
- 2003 Giga Tv, presetador/mandado (RaiSat ragazzi), regia Armando Traverso
- 2004/2011 Melevisione , actor/presentador, regia Roberto Valentini – Alfredo Franco - Ruolo: Milo Cotogno -(Rai Tre) (Rai YoYo)
- 2010/2011 La prova del cuoco , presentador mini-programa a episodios del sábado, dirección Simonetta Tavanti - (Rai Uno)